# Teatro Principal (Camagüey)
El Teatro Principal es uno de los más importantes teatros de la ciudad de Camagüey, en Cuba.

## Historia
Con la construcción del Teatro Tacón en La Habana (1838), la oligarquía principeña comenzó a ambicionar la construcción de un teatro en la entonces ciudad de Puerto Príncipe (actual Camagüey). En 1847, se crea una Sociedad Anónima con el fin de construir el nuevo teatro. Las obras constructivas iniciaron en octubre de 1848 y el teatro se inauguró el 2 de febrero de 1850, en homenaje al aniversario de la fundación de la ciudad (2 de febrero de 1514). 
Con el estallido de la Guerra de los Diez Años (1868-1878), la vida intelectual y artística se deprimió mucho en la ciudad y el teatro fue ocupado militarmente por el ejército español, pasando a ser Cuartel General de Voluntarios. El local fue desalojado en 1872 y fue utilizado para otras funciones. Con el finde la guerra, el teatro reabrió y continuó su vida artística, pero solo hasta el estallido de la Guerra Necesaria (1895-1898), período en el cual volvió a cerrar. 
Con el inicio del siglo XX y el fin de la era colonial, el teatro retomó sus funciones y espectáculos. Sin embargo, con el surgimiento del cine, muchas compañías teatrales fueron desapareciendo. El teatro fue mayormente destruido por un incendio accidental en mayo de 1920. La parcela con las ruinas fueron compradas en 1925. El nuevo dueño, reconstruyó el teatro , aprovechando los restos de la estructura anterior y volvió a abrir sus puertas el 18 de marzo de 1926. A partir de 1927, fue utilizado mayormente como cine, aunque ocasionalmente se le seguía utilizando como teatro. 
Con el triunfo de la Revolución cubana de 1959, fueron creados los Consejos Provinciales de Cultura. Poco después, el cine-teatro fue nacionalizado. El Principal pasó a ser la sede del Ballet de Camagüey, desde el 1 de diciembre de 1967, hasta la actualidad. Además, se celebran en él importantes festivales de teatro.